# Ху Дзя
Ху Дзя (на китайски 胡佳; името понякога се транслитерира като Ху Джия, от англ. Hu Jia) е правозащитник и дисидент от Китайската народна република. Ху активно участва в движението за свобода на словото и демокрация в Китай, в природозащитни организации, както и в кампании за предотвратяване на заразата с ХИВ (вируса на СПИН) и оказване на помощ на заразените. За дейността си е многократно арестуван от китайските тайни служби и осъждан. Към януари 2009 г. Ху излежава присъда от 3 години и 6 месеца за свои статии и интервюта пред чуждестранни медии „подтикващи към неподчинение на държавната власт и социалистическата система“. През април 2008 г. Ху става почетен гражданин на Париж, а през октомври същата година Европейският парламент му присъжда Наградата Сахаров за свобода на мисълта.
Ху е роден в Пекин на 25 юли 1973 г. През 1996 г. се дипломира със специалност информационно инженерство в Столичния университет по икономика и бизнес в Пекин. Женен е за известната блогърка и политическа активистка Дзън Дзинян, с която имат дъщеря. Самоопределя се като будист според тибетската традиция.